# Rally van Jordanië
De Rally van Jordanië, formeel Jordan Rally, is een rallyevenement gehouden in Jordanië, en was tussen 2008 en 2011 een ronde van het wereldkampioenschap rally. De rally kent zijn basis in de hoofdstad Amman.

## Geschiedenis
De rally werd in 1981 voor het eerst georganiseerd en bewees door de jaren heen een van de grotere evenementen te zijn op de kalender in het rallykampioenschap van het Midden-Oosten. Voor het 2008 seizoen kreeg de rally een plaats op de kalender van het wereldkampioenschap rally, waarmee ze het eerste evenement waren uit het Midden-Oosten die hiervan deel uitmaakte. Door een FIA gehanteerd rotatiesysteem, was het evenement in 2009 even WK-af, maar was het in de seizoenen 2010 en 2011 hierin weer teruggekeerd. De laatste WK-editie werd door Sébastien Ogier gewonnen met een voorsprong van 0,3 seconde op runner-up Jari-Matti Latvala, en ging daarmee de boeken in als een van de kleinste marges voor een zege in een WK-rally. Veelvuldig Midden-Oosten rallykampioen Mohammed Bin Sulayem won de rally twaalf keer, al nadert Nasser Al-Attiyah dit record inmiddels met tien overwinningen op zijn naam.

## Wedstrijdkarakteristieken
De klassementsproeven bevinden zich in de omgeving van de Dode Zee. De proeven vallen in een gebied van 75 kilometer, waardoor het bestempeld is als een van de meest compacte evenementen van het seizoen. Het grootste deel van deze proeven bevinden zich ook onder zeeniveau. Het service-terrein van 50 duizend vierkante meter is speciaal aangelegd voor de rally (ten tijden dat het een WK-rally was).

## Lijst van winnaars
| Editie | Seizoen | Rijder                 | Navigator            | Auto                      |
| ------ | ------- | ---------------------- | -------------------- | ------------------------- |
| 35     | 2017    | Nasser Al-Attiyah      | Mathieu Baumel       | Ford Fiesta R5            |
| 34     | 2016    | Nasser Al-Attiyah      | Mathieu Baumel       | Škoda Fabia R5            |
| 33     | 2015    | Nasser Al-Attiyah      | Mathieu Baumel       | Ford Fiesta RRC           |
| 32     | 2014    | Nasser Al-Attiyah      | Giovanni Bernacchini | Ford Fiesta RRC           |
| 31     | 2013    | Nasser Al-Attiyah      | Giovanni Bernacchini | Ford Fiesta RRC           |
| 30     | 2012    | Nasser Al-Attiyah      | Giovanni Bernacchini | Ford Fiesta RRC           |
| 29     | 2011    | Sébastien Ogier        | Julien Ingrassia     | Citroën DS3 WRC           |
| 28     | 2010    | Sébastien Loeb         | Daniel Elena         | Citroën C4 WRC            |
| 27     | 2009    | Nasser Al-Attiyah      | Giovanni Bernacchini | Subaru Impreza STi        |
| 26     | 2008    | Mikko Hirvonen         | Jarmo Lehtinen       | Ford Focus RS WRC 07      |
| 25     | 2007    | Khalid Al-Qassimi      | Michael Orr          | Subaru Impreza WRX STi    |
| 24     | 2006    | Nasser Al-Attiyah      | Chris Patterson      | Subaru Impreza WRX STi    |
| 23     | 2005    | Nasser Al-Attiyah      | Chris Patterson      | Subaru Impreza WRX STi    |
| 22     | 2004    | Amjad Farrah           | Khalid Zakaria       | Mitsubishi Lancer Evo VII |
| 21     | 2003    | Nasser Al-Attiyah      | Steve Lancaster      | Subaru Impreza WRC2002    |
| 20     | 2002    | Mohammed Bin Sulayem   | John Spiller         | Ford Focus RS WRC 01      |
| 19     | 2001    | Mohammed Bin Sulayem   | Khalid Zakaria       | Ford Focus WRC            |
| 18     | 2000    | Mohammed Bin Sulayem   | Ronan Morgan         | Ford Focus WRC            |
| 17     | 1999    | Mohammed Bin Sulayem   | Ronan Morgan         | Ford Escort WRC           |
| 16     | 1998    | Mohammed Bin Sulayem   | Ronan Morgan         | Ford Escort WRC           |
| 15     | 1997    | Mohammed Bin Sulayem   | Ronan Morgan         | Ford Escort RS Cosworth   |
| 14     | 1996    | Mohammed Bin Sulayem   | Ronan Morgan         | Ford Escort RS Cosworth   |
| 13     | 1995    | Abdullah Bakhashab     | Bobby Willis         | Ford Escort RS Cosworth   |
| 12     | 1994    | Mohammed Bin Sulayem   | Phil Mills           | Ford Escort RS Cosworth   |
| 11     | 1993    | Sheikh Hammad Al-Thani | Abdullah Al Mari     | Mitsubishi Galant VR-4    |
| 10     | 1992    | Abbas Al-Mosawi        | Benny Smythe         | Toyota Celica GT-Four     |
| 9      | 1990    | Mohammed Bin Sulayem   | Ronan Morgan         | Toyota Celica GT-Four     |
| 8      | 1988    | Mohammed Bin Sulayem   | Ronan Morgan         | Toyota Celica TCT         |
| 7      | 1987    | Mohammed Bin Sulayem   | Ronan Morgan         | Toyota Celica TCT         |
| 6      | 1986    | Saeed Al-Hajri         | John Spiller         | Porsche 911 SC RS         |
| 5      | 1985    | Saeed Al-Hajri         | John Spiller         | Porsche 911 SC RS         |
| 4      | 1984    | Mohammed Bin Sulayem   | Hasan Bin Shadour    | Toyota Celica TCT         |
| 3      | 1983    | Saeed Al-Hajri         | John Spiller         | Opel Manta 400            |
| 2      | 1982    | Michel Saleh           | Tony Samia           | Toyota Celica GT          |
| 1      | 1981    | Michel Saleh           | Tony Samia           | Toyota Celica GT          |